# 加能作次郎
加能 作次郎（かのう さくじろう、1885年〈明治18年〉1月10日 - 1941年〈昭和16年〉8月5日）は、日本の小説家、評論家、翻訳家。石川県羽咋郡西海村風戸（現・志賀町西海風戸〈さいかい ふと〉）出身。苦難の少年期を過ごし、早大在学中に「厄年」で登場。「世の中へ」で地位を確立し、自然主義の流れをくむ人情味豊かな私小説に独自の境地を拓いたが、昭和に入り低迷した。

## 人物
少年時代、京都の伯父に預けられて育てられた作次郎は、早稲田大学文学部英文科を卒業した後、博文館に入社し、『文章世界』の主筆として翻訳や文芸時評を発表する。1918年（大正7年）に私小説「世の中へ」で認められ、著作家として活躍する。1940年（昭和15年）、「乳の匂ひ」を発表するも、1941年（昭和16年）、クループ性急性肺炎のために享年57・満56歳で死去した。
広津和郎は作次郎を評して、「少年のみずみずしい感情をいつまでも持ち続けていた」と表現している。長らく忘れられた著作家であったが、荒川洋治が講談社文芸文庫で『世の中へ・乳の匂ひ』を編集して以来、再評価されつつある。

## 年表
※年齢を数え年で記している資料も多く、それらは満年齢に換算した上で記載している。

### 生前
- 父・浅次郎は京都の入江家出身で、3歳のとき能登の加能家の養子となり[3]、漁業を営んでいた。

### 略歴
- 1885年（明治18年）1月10日 ：石川県羽咋郡西海村風戸に生まれる[1]。
- 1886年（明治19年）11月19日 ：実母「はい」が死去[3]。その後、同年中に父は浅野ゆうと再婚する。
- 1981年（明治24年） ：西海尋常小学校に入学[3]。
- 1898年（明治31年）9月 ：病気により、学校を退学し、京都の伯父の家に寄寓するも、下男のように使われる[3]。このとき13歳。
- 1900年（明治33年） ：伯父が死去[3]。その後、大阪へ出る[3]。
- 1903年（明治36年）
  - 月日不明 ：父・浅次郎が病気のため、作次郎は帰郷する（あるいは、病気のために父・浅次郎が帰郷する）[1][4]。[3]
  - 11月 ：検定試験に合格して準教員の免状を得、羽咋郡柳瀬尋常小学校（現・宝達志水町立樋川小学校の前身[5]）の準教員として勤務し始める[1]。このとき18歳。
- 1904年（明治37年） ：検定試験に合格し、尋常小学校の正教員となる[3]。
- 1905年（明治38年） ：上京し、国民英学校に通学[3]。
- 1907年（明治40年）4月 ：早稲田大学文学部文学科高等予科に入学[3]。このとき22歳。
- 1908年（明治41年）9月 ：早稲田大学文学部英文科に入学[3]。当校では、坪内逍遥、島村抱月、片山伸諾らに師事し、とくに片山伸諾から大いに影響を受ける。
- 1910年（明治43年）7月 ：処女作「恭三の父」を文芸雑誌『ホトトギス』7月号に発表[1][3]。このとき25歳。
- 1911年（明治44年）
  - 4月 ：「厄年」を『ホトトギス』に発表[3]。このとき26歳。
  - 7月 ：早稲田大学を卒業し、早稲田大学出版部に入る。[3]
- 1913年（大正2年）5月 ：博文館編集部に入り、『文章世界』編集の任に当たる[3]。このとき28歳。
- 1914年（大正3年） ：羽咋郡稗造村田中（現・羽咋郡志賀町田中）の浄法寺の長女・島田房野と結婚。
- 1917年（大正6年）6月 ：『文章世界』の編集主任となる[3]。このとき32歳。
- 1918年（大正7年）10月 ：「世の中へ」を『読売新聞』紙上にて連載開始[3]。
- 1920年（大正9年）12月 ：「厄年」を博文館から出版[3]。このとき35歳。
- 1940年（昭和15年）8月 ：「乳の匂ひ」を『中央公論』に発表[3]。このとき55歳。
- 1941年（昭和16年）8月5日 ：東京市牛込区薬王寺町（現・東京都新宿区市谷薬王寺町）の自宅にて[6]「乳の匂ひ」を校正中、クループ性急性肺炎で死去（享年57、満56歳）[3]。「心境」が絶筆となる[1]。戒名は釈慈忍[6]。

### 没後
- 1941年（昭和16年）
  - 8月中 ：牧野書店から「乳の匂ひ」刊行。
  - 11月 ：櫻井書房から「世の中へ」刊行。
- 1952年（昭和27年）8月 ：生誕地・西海村風戸（現・志賀町西海風戸）に加能作次郎文学碑（石碑）が建立される[7]。
- 1957年（昭和32年） ：志賀町が「加能作次郎顕彰作文コンクール」を実施し、以後、毎年の恒例となる。
- 1985年（昭和60年） ：志賀町にて生誕百年祭が開催され、記念事業の一つとして地元生徒を対象とする加能作次郎文学賞が生まれる[8]。
- 2007年（平成19年）12月14日 ：生誕地に近い志賀町富来領家町にて、作次郎をテーマとする「作次郎ふるさと記念館」が開館[1][7]。

## 著書
- 『霰の音』 新潮社、1919年（新進作家叢書）
- 『世の中へ』 新潮社、1919年
- 『寂しき路』 聚英閣、1920年
- 『支那人の娘』 現代傑作選集、学芸書院、1920年
- 『若き日』 新潮社、1920年
- 『厄年』 博文館、1920年
- 『小夜子』 新潮社、1921年
- 『傷ける群』 新潮社、1921年
- 『処女時代』 天佑社、1921年
- 『恭三の父』 金星堂（金星堂名作叢書）、1922年
- 『祖母』 金星堂（金星堂名作叢書）、1922年
- 『微光』 愛文閣、1922年
- 『これから』 近代名著文庫刊行会（近代名著文庫）、1923年
- 『幸福へ』 新潮社、1923年
- 『弱過ぎる 新潮社（短篇シリーズ）、1925年
- 『このわた集 小品随筆』 大理書房、1941年
- 『乳の匂ひ』 牧野書店、1941年
- 『世の中へ』 櫻井書房、1941年
- 『加能作次郎選集』 加能作次郎生誕百年祭実行委員会、1985年9月
- 『寂しき路』復刻版、本の友社（まぼろし文学館）、1998年10月
- 『加能作次郎集』 富来町立図書館、2004年11月
- 『世の中へ・乳の匂い』荒川洋治編、講談社文芸文庫、講談社、2007年1月

## 翻訳
- トルストイ 『三つの死』 海外文芸社（海外文芸叢書）、1913年
- アウグスト・ストリンドベリ /エドヰン・ビヨルクマン 『近代評伝叢書』 中興館書店、1914年
- シェンキェヴィチ 『青春の日』 ノーベル賞文学叢書 第10 今日の問題社、1942年

## 関連施設
- 加能作次郎文学碑 ：石川県羽咋郡志賀町西海風戸に所在。[7]
- 作次郎ふるさと記念館 ：石川県羽咋郡志賀町富来領家町甲の10番地に所在。[1]